# Liste von Schiffen mit dem Namen Ability
Der Name Ability wurde mehrfach für verschiedene Schiffe genutzt. Er bedeutet in der englischen Sprache „Fähigkeit“, „Können“, „Begabung“ oder auch „Talent“.

## Schiffsliste
| Bezeichnung | Schiffsart          | Klasse / Typ   | Baujahr | Bauwerft                                           | Eigner             | Dienstzeit | Verbleib     |
| ----------- | ------------------- | -------------- | ------- | -------------------------------------------------- | ------------------ | ---------- | ------------ |
| Ability     | Yacht               |                | 1942    | Defoe Boat and Motor Works, Bay City, Michigan     | United States Navy | 1942–1945  | Verkauft     |
| Ability     | Minenabwehrfahrzeug | Ability-Klasse | 1956    | Peterson Builders, Sturgeon Bay, Wisconsin         | United States Navy | 1958–1970  | Verschrottet |
| Ability     | schwimmfähiges Dock |                | 1943    | Chicago Bridge & Iron Company, Eureka, Kalifornien | United States Navy | 1944–1981  | Verschrottet |
| Ability     | Fischereischiff     |                | 1976    |                                                    |                    | seit 1976  |              |
| Ability     | Fischereischiff     |                | 1978    |                                                    |                    | seit 1978  |              |